# Zasloužilý trenér
Zasloužilý trenér byl čestný titul, který ÚV ČSTV uděloval trenérům v bývalém Československu.
Titul zasloužilý trenér byl udělován za dlouhodobou trenérskou činnost vedoucí k mimořádným úspěchům sportovních svěřenců nejlépe na mezinárodní scéně. Oceňována však byla i práce s mládeží, školení dalších trenérů a publikační činnost.